# Maître Bertram
Pour les articles homonymes, voir Bertram.
Maître Bertram (également appelé Bertram von Minden), né vers 1340 à, ou près de Minden en principauté épiscopale de Minden, et mort en 1414 ou 1415 à Hambourg, est l'un des peintres les plus représentatifs du gothique allemand de la fin du XIVe siècle et du début du XVe siècle, assurant la transition vers le style gothique international.
Actif entre 1367 et 1415 à Hambourg où il tenait le plus important atelier de la ville, son chef-d'œuvre est le Retable de Grabow (parfois appelé Retable de Saint-Pierre), achevé en 1383.

## Biographie
Bien qu'une chronique du XVIe siècle désigne l'auteur du retable du maître-autel de l'église Saint-Pierre de Hambourg comme étant « Mester Bertram van Mynden », c'est-à-dire « maître Bertram de Minden », d'une ville de Westphalie, le second testament du peintre mentionne son frère, « Corde van Byrde », dont le patronyme toponymique désigne vraisemblablement le lieu d'origine de la famille, à savoir le village de Bierde (aujourd'hui district de Petershagen), non loin de Minden.
« Bertram Pictor », c'est-à-dire « peintre Bertram », est documenté pour la première fois à Hambourg en 1367. Au-delà de sa qualification de « peintre » — qu'il s'attribue également lui-même dans ses deux testaments —, il a semble-t-il mené une activité non négligeable de sculpteur sur bois et d'enlumineur. En 1371, il achète une maison dans la Sattlerstraße (l'actuelle Schmiedestraße de Hambourg), à quelques pas de la cathédrale Sainte-Marie et de l'église Saint-Pierre. En 1383, il acquiert une seconde maison dans la même rue.
Bertram von Minden a dirigé le plus important atelier artistique de son époque dans la cité hanséatique (selon les règles alors en vigueur, il avait le droit d'être épaulé par deux assistants et deux apprentis). Les archives de 1367 à 1387 (celles entre 1387 et 1420 étant perdues) associent ainsi régulièrement son nom — qui peut tout aussi bien désigner sa main propre que son atelier — à des commandes aussi diverses que la réalisation de retables, de sculptures sur bois peintes ou même de lustres et d'un porte-document frappé aux armes de la ville, pour le Conseil de Hambourg, pour des commanditaires religieux comme pour des clients privés. Maître Bertram acquiert alors une solide aisance financière dont font état les registres de la ville, ainsi qu'une réelle notoriété en tant qu'artiste. Son chef-d'œuvre est sans aucun doute le retable, aujourd'hui connu sous le nom de Retable de Grabow, conçu pour le maître-autel de l'église Saint-Pierre, alors la première église paroissiale de Hambourg, et achevé d'après des archives du XVIe siècle en 1383.
En 1385, Bertram effectue un voyage de Hambourg à Lübeck, à l'occasion d'une visite de l'empereur Charles IV. Dans un premier testament qu'il rédige en 1390, il évoque également un projet de pèlerinage à Rome, dont la réalisation effective n'est cependant pas attestée, et dont les éventuelles répercussions dans son évolution stylistique ne font pas réellement consensus. En 1410, il rédige un second testament où est mentionnée sa fille Gesa (« Ghescken mymer dochter »), encore mineure, mais non plus son épouse Grete, ce qui a fait supposer que celle-ci était décédée peu de temps auparavant. La même année, il est élu doyen de la corporation des peintres et verriers de Hambourg.
Une lettre envoyée en 1415 au Conseil de la ville de Hambourg, dans laquelle la famille de Minden du maître cherche à faire valoir ses droits de succession, permet de fixer la date de son décès aux alentours de cette date. Après sa mort, sa maison entre en la possession d'un peintre du nom de Johannes, qui reprend vraisemblablement aussi son atelier.
Maître Bertram reste le peintre le plus significatif de la ville de Hambourg au tournant du XVe siècle, avant que maître Francke n’y assoie sa réputation, à partir des années 1420.

## Formation et rapprochements stylistiques
Dans la mesure où aucun document ne porte trace de sa formation, les historiens d'art en sont réduits à des hypothèses. Volker Plagemann pense par exemple qu'un apprentissage à Minden est envisageable, dans la mesure où la cathédrale de la cité épiscopale, achevée au XIVe siècle, a dû mobiliser des artistes pour sa décoration, de même que ses trois églises paroissiales. Plagemann a en outre suggéré un compagnonnage passant par les principaux centres artistiques de l'époque, tels que Prague, alors siège du saint-Empire romain germanique de Charles IV, ou encore, en suivant le Rhin, Cologne et Strasbourg.

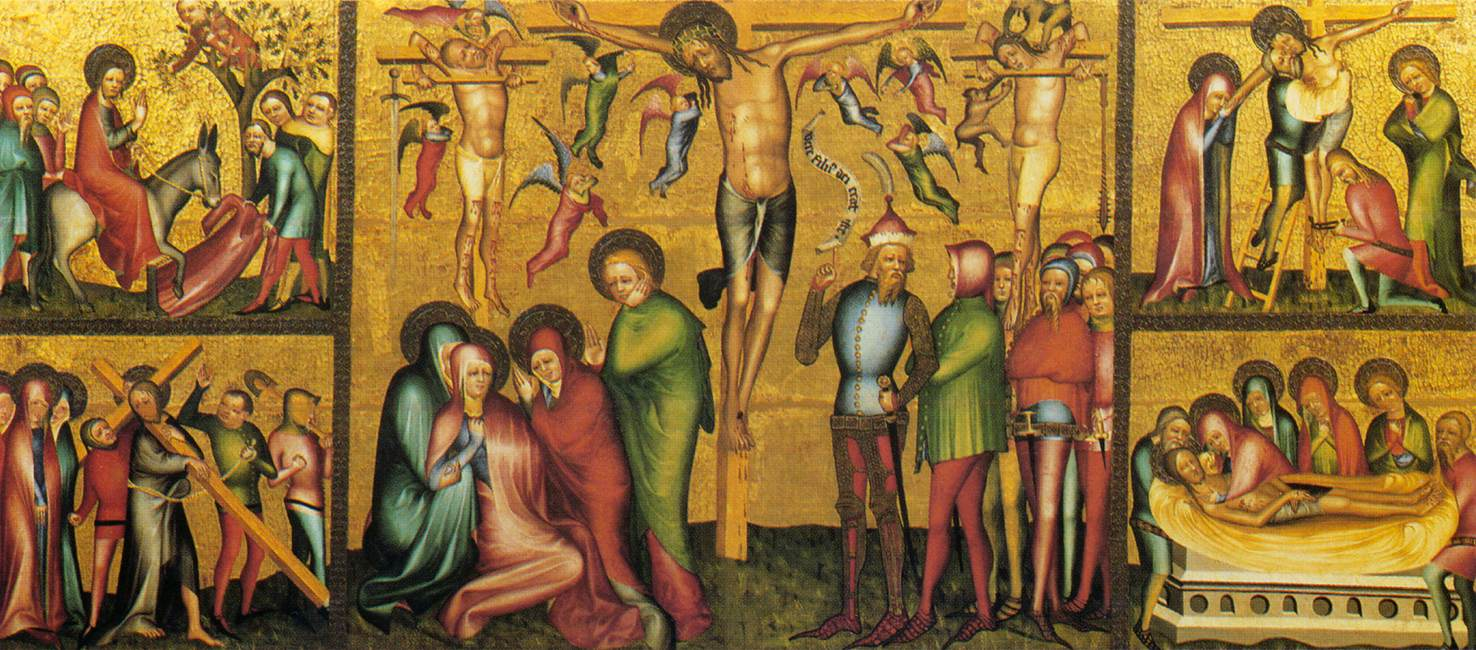
Maître anonyme de Westphalie, Retable d'Osnabrück (panneau central), vers 1370, 117 × 263 cm, Wallraf-Richartz Museum, Cologne

L'œuvre de Bertram est marquée par l'influence de la peinture de la cour de Prague, annonciateur du « weicher Stil », ou style gothique international, qui s'étendra à l'ensemble de l'Europe vers 1400. Le rapprochement avec les tableaux réalisés par maître Théodoric pour le château de Karlstein près de Prague révèlent en effet une filiation qui a pu faire tenir pour probable un séjour prolongé de Bertram à la cour de Charles IV.
Il entretient également des liens étroits avec l'art de Westphalie, ce qui n'est pas pour surprendre, étant donné ses origines : au style de Bertram est par exemple associé le Retable de la Passion d'Osnabrück, actuellement exposé au Wallraf-Richartz Museum de Cologne.
La représentation de la faune et des paysages dans ses tableaux présente enfin une proximité avec l'enluminure française, alors dominante, et plus particulièrement celle de Jean Bondol.

## Œuvres

### LeRetable de Grabow
Cette œuvre est le premier retable réalisé pour l'église Saint-Pierre de Hambourg et dans le même temps le plus ancien polyptyque de l'Allemagne du Nord conservé dans sa quasi-intégralité. Placé en 1383 dans le chœur de l'église, il est tout à fait remarquable pour ses dimensions monumentales (7,26 mètres de large et 2,77 mètres de haut), ainsi que pour les vingt-quatre scènes peintes qui ornent ses quatre volets extérieurs, et les soixante-dix-neuf figurines sculptées et polychromes décorant ses trois volets intérieurs.
Offert au XVIIIe siècle à l'église Saint-Georges de Grabow, il revient au tout début du XXe siècle dans sa ville d'origine en intégrant les collections de la Kunsthalle de Hambourg, où il est toujours conservé.

#### Historique

##### La commande d'origine

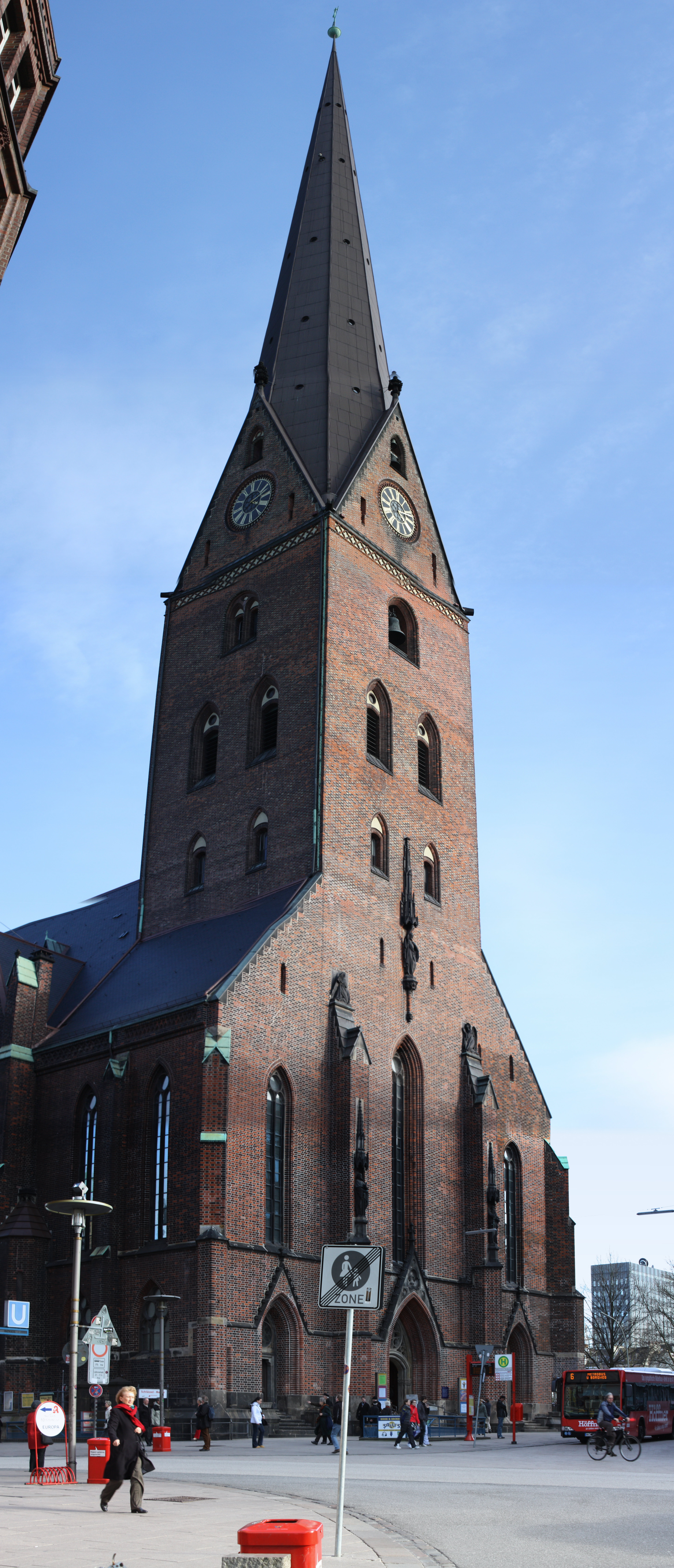
L'église Saint-Pierre de Hambourg, reconstruite en 1848

Dans la mesure où l'église paroissiale Saint-Pierre était alors sous l’autorité de l’archevêché de Hambourg, il est hautement probable que ce dernier en fut le commanditaire. On a plus précisément encore avancé le nom des deux frères Horborch, issus d'une très ancienne famille de conseillers municipaux de la ville (leur père avait déjà occupé les fonctions de maire). Bertram Horborch, maire de Hambourg de 1366 à 1396, participa en effet étroitement à la rénovation et l'expansion de l'église, alors que son frère, le théologien Wilhelm Horborch, faisait partie du chapitre archiépiscopal.

##### Démantèlement partiel et don à l'église Saint-Georges de Grabow
Avec la Réforme, le culte des saints est abandonné en Allemagne. Celui de Pierre tout particulièrement, à qui l'église avait été dédiée au XIVe siècle (avec l'apôtre Paul), tombe en disgrâce — notamment en raison du fait que le Pape s'y référait en personne. En 1556, la communauté de Saint-Pierre, désormais protestante, vend donc les statues en argent des apôtres, qui se trouvaient dans l'église depuis les premiers temps de sa fondation. En 1595, Johannes Schellhammer (1540-1620), pasteur de la communauté venu de Thuringe, fait démonter les deux volets extérieurs du retable. La même année, ils sont confiés à Aegidius Coignet, un peintre natif des Pays-Bas alors présent à Hambourg, pour qu'il recouvre de compositions baroques les peintures gothiques de Bertram. Ces deux panneaux demeureront à Hambourg, quand le reste du retable sera envoyé à Grabow.
En 1596, Jost Rogge restaure la scène sculptée au centre du polyptyque, et appose au dos ses initiales « I. R. » ainsi que la date. Quelques historiens d'art pensent même que cette Crucifixion a remplacé un Couronnement de la Vierge, plus traditionnel dans les retables comparables de l'époque.
À l'instigation d'un certain Johann Helwig Gerdes, le retable est offert à l'église Saint-Georges de Grabow, dans Mecklenbourg, pour remplacer le sien, détruit lors d'un incendie en 1731. Il quitte donc l'église Saint-Pierre au XVIIIe siècle, ce qui le préservera miraculeusement du grand incendie de Hambourg en 1842.

##### Redécouverte et retour à Hambourg
Alors que le XIXe siècle voit dans le Retable de Grabow une œuvre originaire de Lübeck, Friedrich Schlie, conservateur du musée grand-ducal de Schwerin, réfute en 1900 cette hypothèse, et avance l'idée qu'il s'agit du retable offert au XVIIIe siècle par l'église Saint-Pierre de Hambourg. Ceci permet à Alfred Lichtwark, alors conservateur de la Kunsthalle de Hambourg, de localiser à nouveau l'œuvre de Bertram, et de réclamer avec empressement aux autorités son rapatriement dans sa ville d'origine. Il puise sa motivation dans une volonté de refonder la gloire artistique passée de Hambourg, ce qu'il avait déjà initié en remettant peu auparavant dans la lumière un autre grand maître oublié de la cité hanséatique, maître Francke, et son Retable de saint Thomas On peut affirmer à ce titre que le Retable de Grabow a marqué en Allemagne une étape décisive dans la redécouverte de la peinture sur panneau au cours du Moyen Âge tardif dans le Nord du pays.
En parallèle, la paire de volets repeints par Coignet et restée à Hambourg est découverte en 1866 dans l'église Saint-Jacques par l'archiviste municipal Johann Martin Lappenberg. Dans une publication qui reste largement confidentielle, il note que, sous une peinture baroque, on peut déceler un fond doré, ainsi qu'un personnage avec le soleil, la lune et les étoiles. Par ailleurs, il demeure l'un des premiers à avoir exhumé, dès 1861, l'existence du retable de maître Bertram dans les chroniques municipales, sans pour autant connaître l'œuvre.
Le retable de Saint-Pierre, désormais appelé Retable de Grabow, est acquis en 1903 par la Kunsthalle de Hambourg. Les panneaux de l'église Saint-Jacques sont à cet effet nettoyés de leurs peintures de Coignet, et rassemblés à ceux de Grabow. Ce nettoyage a révélé un manque important, vraisemblablement antérieur à 1595, sur la scène figurant La Construction de l'arche de Noé. Mais ces repeints, en protégeant les scènes de maître Bertram de la lumière, ont permis une meilleure conservation des couleurs du retable originel, ce qui explique pourquoi les bleus notamment soient plus vifs sur les panneaux extérieurs que sur ceux du milieu.

#### Description

##### Les peintures des volets extérieurs
Sa partie extérieure, composée de quatre volets articulés et rabattables, est peinte à la tempera. La première paire de volets a perdu ses peintures extérieures d'origine ; seules des traces de repeints ultérieurs sont encore discernables. Ouverts, les volets présentent, sur les quatre panneaux, vingt-quatre scènes peintes sur fond d'or, et formant une narration en continu, de la gauche vers la droite, sur deux rangées : en haut se lisent les différentes étapes de la Genèse, de la Création jusqu'à l'histoire d'Adam et Ève, et en bas, la suite de la Genèse, des offrandes d'Abel et Caïn jusqu'à la bénédiction de Jacob par son père Isaac en passant par la construction de l'arche de Noé, suivie de six scènes de la vie de Jésus, de l'Annonciation à la fuite en Égypte.

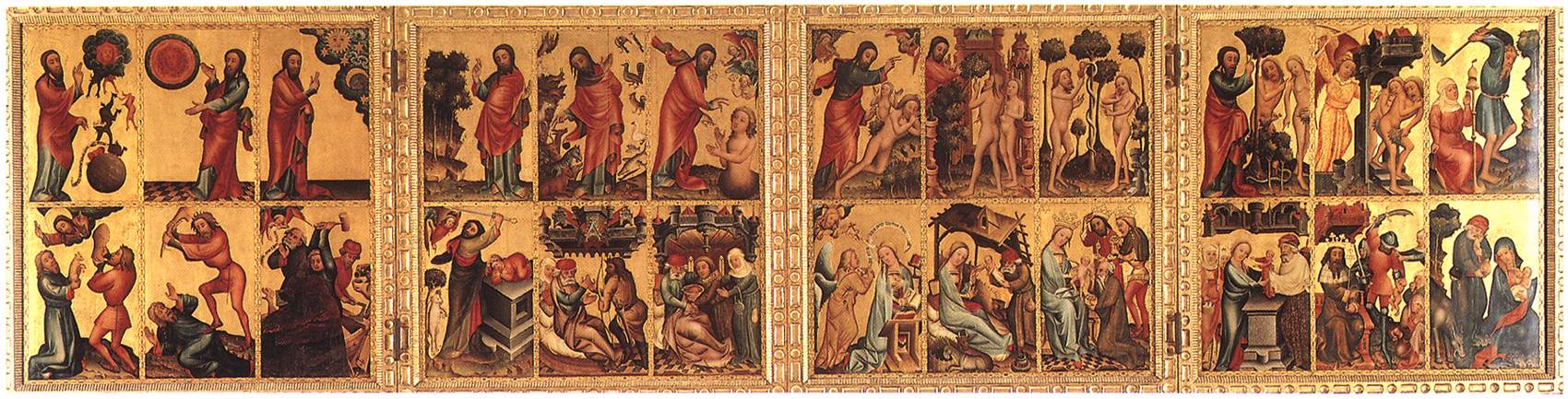
Les vingt-quatre scènes peintes des quatre panneaux extérieurs du Retable de Grabow

##### L'intérieur sculpté
Quand ces volets extérieurs sont ouverts, ce qui se produisait pour les fidèles les jours de fête, le retable révèle un intérieur sculpté, orné de statuettes de bois polychromes — selon la forme la plus répandue pour les retables allemands. Cet intérieur se compose d'une caisse (panneau central), de deux volets, d'une prédelle et est surmonté d'une petite galerie en bois sculpté et ajouré. La caisse présente en son milieu une Crucifixion à trois personnages (le Christ, Marie et Jean), flanquée, à droite et à gauche, de deux rangées de cinq saints en pied, reconnaissables à leurs attributs, dans des niches surmontées de dais (ou baldaquins). Les deux volets poursuivent cette série de saints, avec sur chacun d'eux douze nouveaux personnages, toujours répartis sur deux rangées. La prédelle quant à elle comporte douze personnages assis, dans des ouvertures trilobées : neuf pères de l'Église et saint Jean-Baptiste, entourant la Vierge et l'Ange de l'Annonciation agenouillé. La petite galerie supérieure à claire-voie présente vingt bustes sortant de médaillons : les dix Vierges sages et folles, encadrées par dix Prophètes. Le total se monte à soixante-dix-neuf figurines pour l'ensemble de la partie intérieure du retable. La question de savoir si Bertram a lui-même sculpté cet intérieur, ou s'il s'agit d'un travail d'atelier, peut-être d'après les propres dessins du maître, reste encore en suspens.
Afin de rendre visible au public à la fois l'intérieur sculpté et les parties extérieures peintes du retable, la Kunsthalle de Hambourg a partiellement démonté le polyptyque et présente ces deux parties séparément.

#### Programme iconographique et style

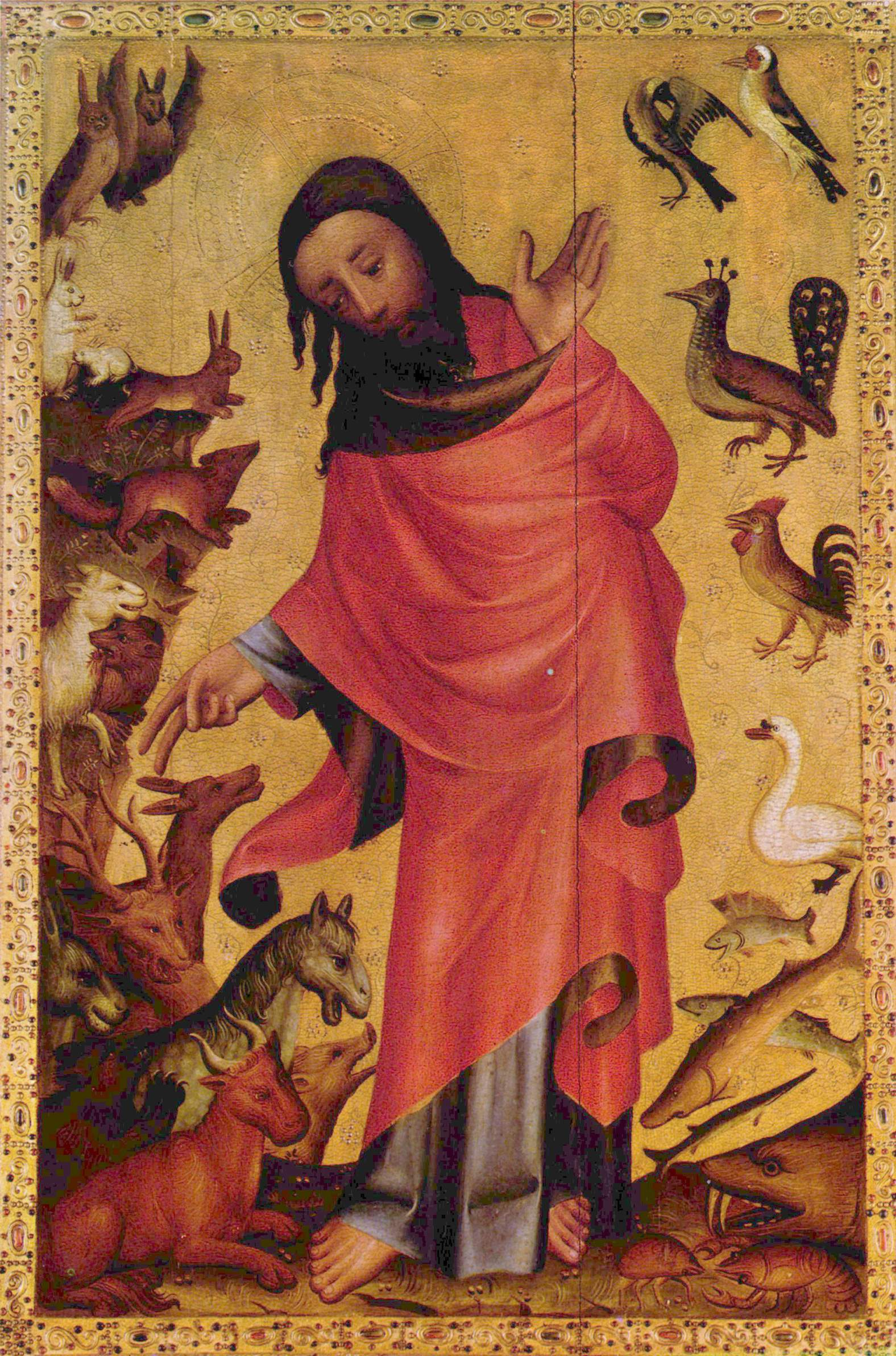
La Création des animaux

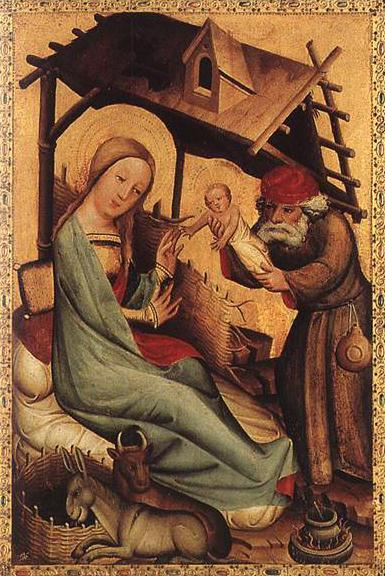
La Nativité

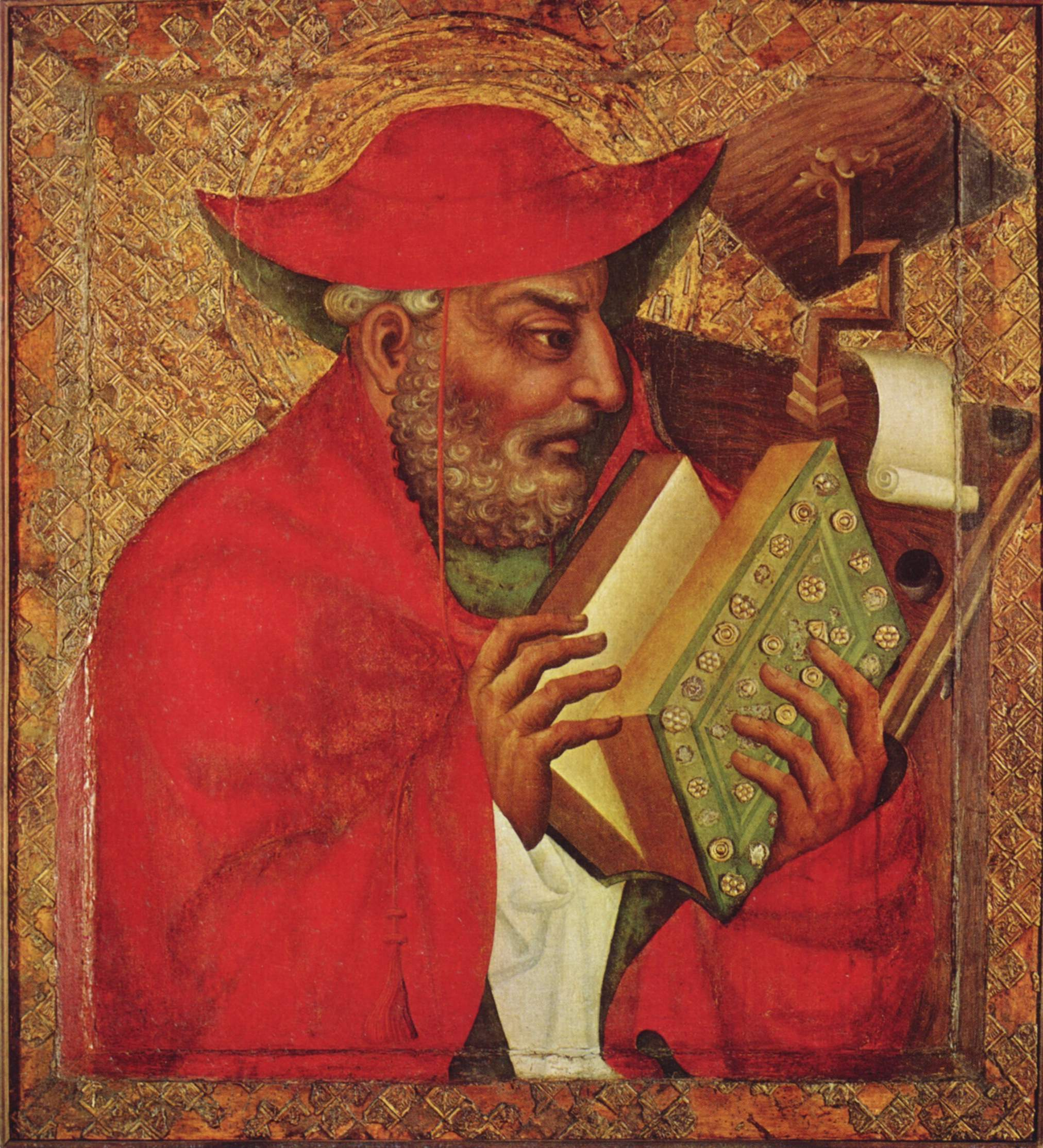
Maître Théodoric, Saint Jérôme, vers 1370, Galerie nationale à Prague

Le programme iconographique de l'ensemble du polyptyque, extrêmement complexe et novateur, et qui constitue un témoignage capital des premiers temps de l'art des retables dans le Nord de l'Europe, pourrait avoir été inspiré par le théologien Wilhelm Horborch. Il représente le projet divin, commençant par la Création du monde, passant par la Chute, la naissance et le sacrifice du Sauveur — si toutefois la Crucifixion centrale correspond bien au projet d'origine —, pour conduire au Jugement dernier, suggéré par la présence des dix Vierges de la parabole dans sa partie supérieure sculptée.
D'un point de vue stylistique, l'exécution des peintures reste redevable à la tradition antérieure du gothique tardif, même si quelques éléments tendent à la dépasser. Bertram par exemple traite encore l'espace de façon largement conventionnelle : les fonds dorés occupent les arrière-plans et les représentations des astres, dans les premières scènes de la Création, confinent à l'abstraction. Certaines tentatives pour figurer une ébauche de profondeur apparaissent cependant, en extérieur avec des paysages qui s'étendent sur la gauche, mais aussi en intérieur, avec des débuts de sols dallés, ou le toit de l'humble cabane de la Nativité — d'une conception assez chaotique pour un œil contemporain. Le personnage de Dieu, dont l'action n'est figurée que par les gestes des mains, évoque un langage pictural laconique traduisant une intention de monumentalité, dans la lignée de la manière bohémienne de Maître Théodoric, mais que tempère le jeu d'enroulements des plis du vêtement qui peut annoncer le style international. Le souci d'une représentation « naturaliste » apparaît en fait plus dans les détails que dans la perception de l'espace (ce qui a fait penser à une influence de l'enluminure) : ainsi les silhouettes des animaux sont-elles, dans la Création des animaux, relativement fidèles à leur modèle dans la nature, mais elles paraissent comme découpées, posées les unes à côté des autres, selon une répartition qui les organise de façon symbolique : à gauche les mammifères terrestres sur le sol (surmontés de deux chauve-souris), à droite les oiseaux, sur le fond doré, mais non représentés en vol, au-dessus des poissons et créatures maritimes (qui ne sont pas montrées dans l'eau).

### Autres œuvres attribuées
D'autres retables peuvent, selon des critères stylistiques, être attribués à maître Bertram, ou du moins, à son atelier, voire à son entourage.
Tout d'abord, le Retable de la Passion conservé au Niedersächsisches Landesmuseum de Hanovre pourrait correspondre au polyptyque commandé par la Confrérie de la Sainte-Croix, à laquelle Bertram appartenait, pour son autel de l'église Saint-Jean de Hambourg (aujourd'hui détruite). Par rapport au Retable de Grabow, il présente un style plus évolué, tout particulièrement en ce qui concerne la représentation de l'architecture.
De cette même église Saint-Jean — consacrée à l'auteur de L'Apocalypse —, pourrait provenir le Retable de l'Apocalypse du Victoria and Albert Museum de Londres.
Deux autres retables, l'un pour le cloître de Harvestehude, l'autre pour celui de Buxtehude — conservé avec le Retable de Grabow à la Kunsthalle de Hambourg —, sont généralement tenues pour des œuvres d'atelier, ou de suiveurs, réalisés après 1390.
Le petit Triptyque de la Vraie Icône du Musée Thyssen-Bornemisza de Madrid, œuvre de dévotion privée, semble correspondre à celui peint pour l'église Sainte-Catherine en 1388.
On associe également à sa manière les panneaux de la Passion et de la vie de la Vierge, appartenant vraisemblablement à deux retables différents et conservés au Musée des Arts Décoratifs de Paris, ainsi que trois miniatures d'un missel, représentant une Résurrection, une Célébration de la messe, et une Présentation au Temple, antérieures à 1381 (date de la mort du commanditaire Johann von Wunstorp), et conservées à la Pierpont Morgan Library de New York. Les archives de la ville de Hambourg font en outre état de diverses commandes, de lustres, de sculptures sur bois, etc., dont il ne reste rien.

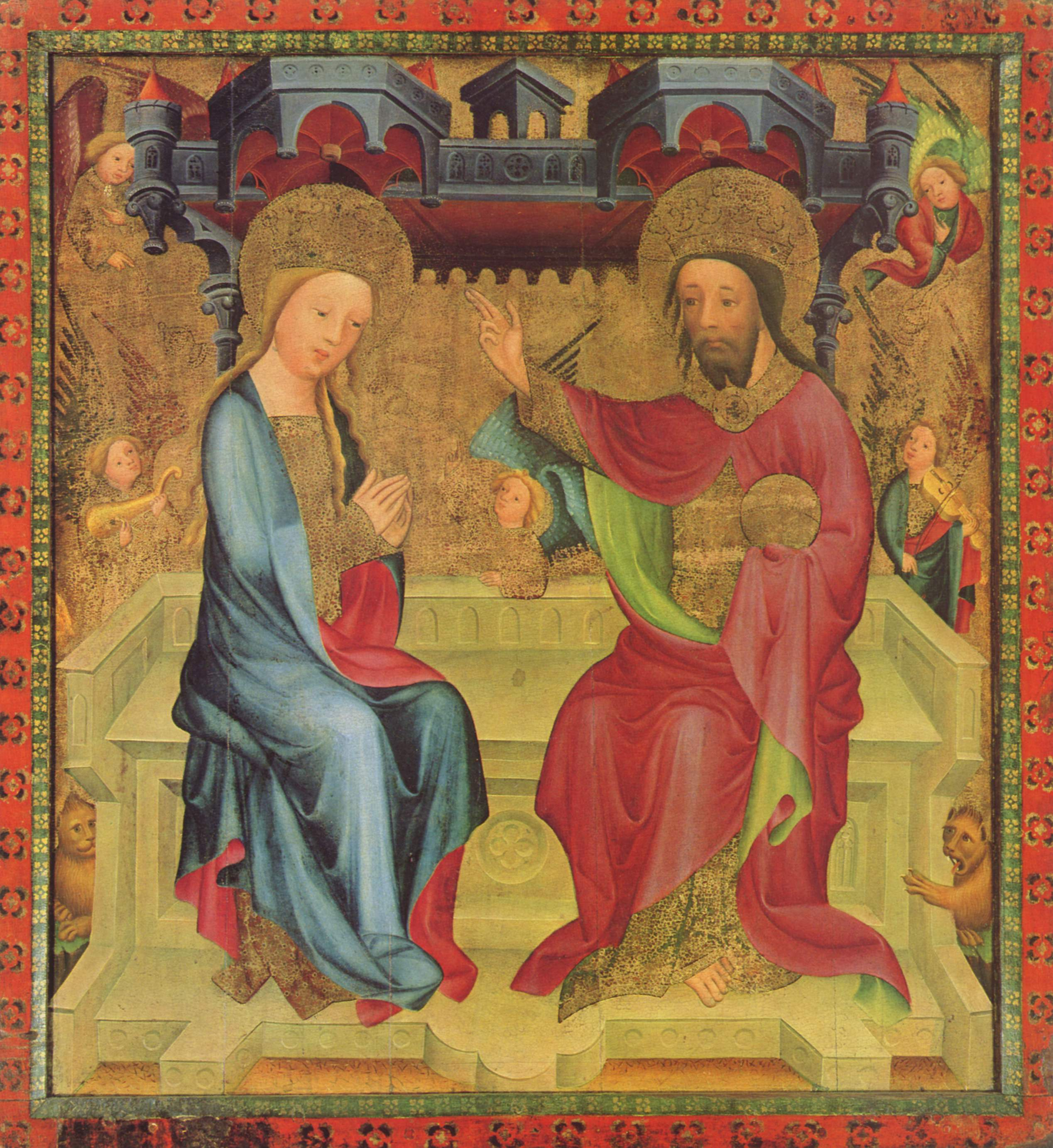
Retable de la Passion, Le Couronnement de la Vierge, 114 × 110 cm, Niedersächsisches Landesmuseum, Hanovre
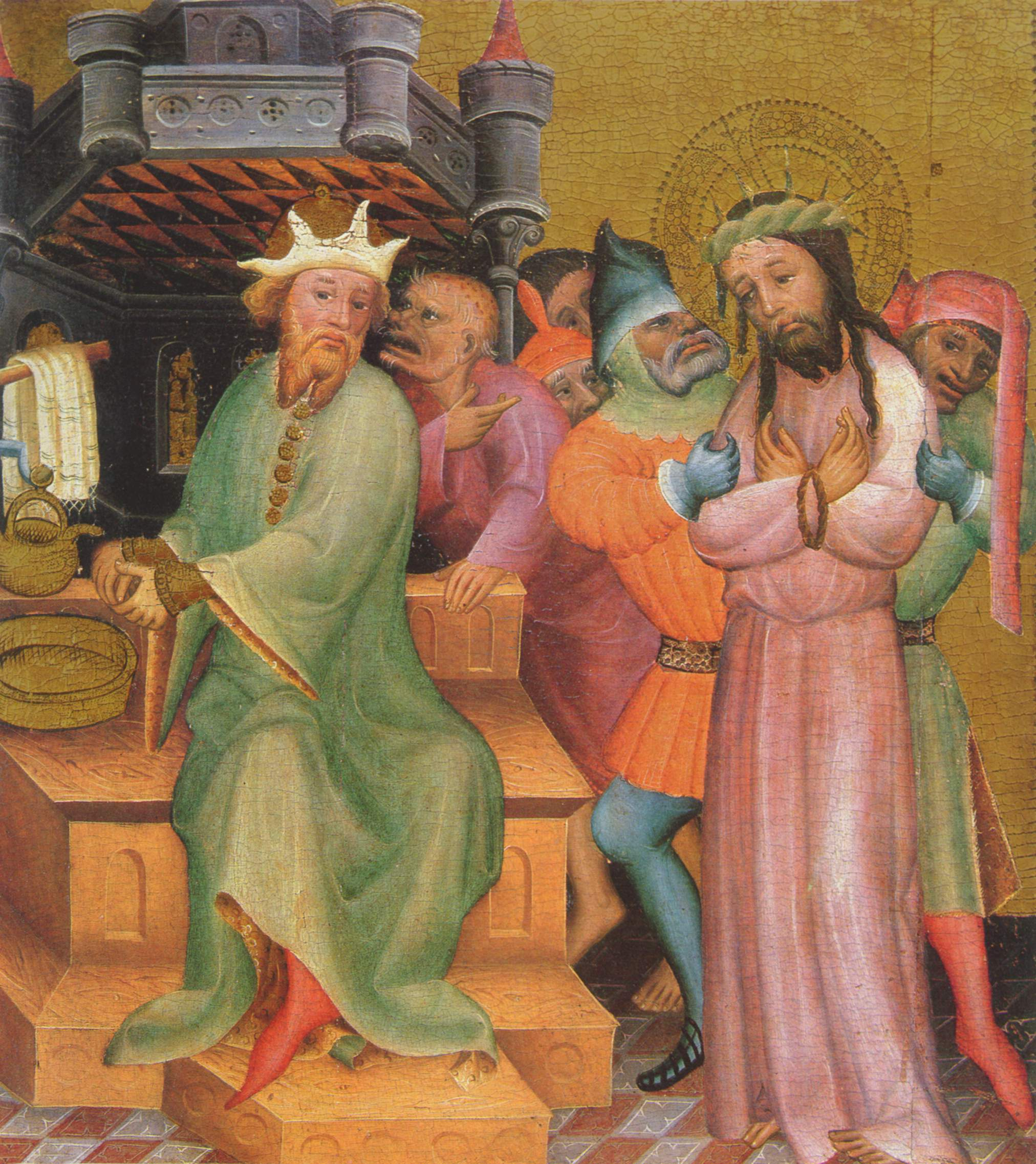
Retable de la Passion, Le Christ devant Ponce Pilate, 52 × 51  cm, Niedersächsisches Landesmuseum
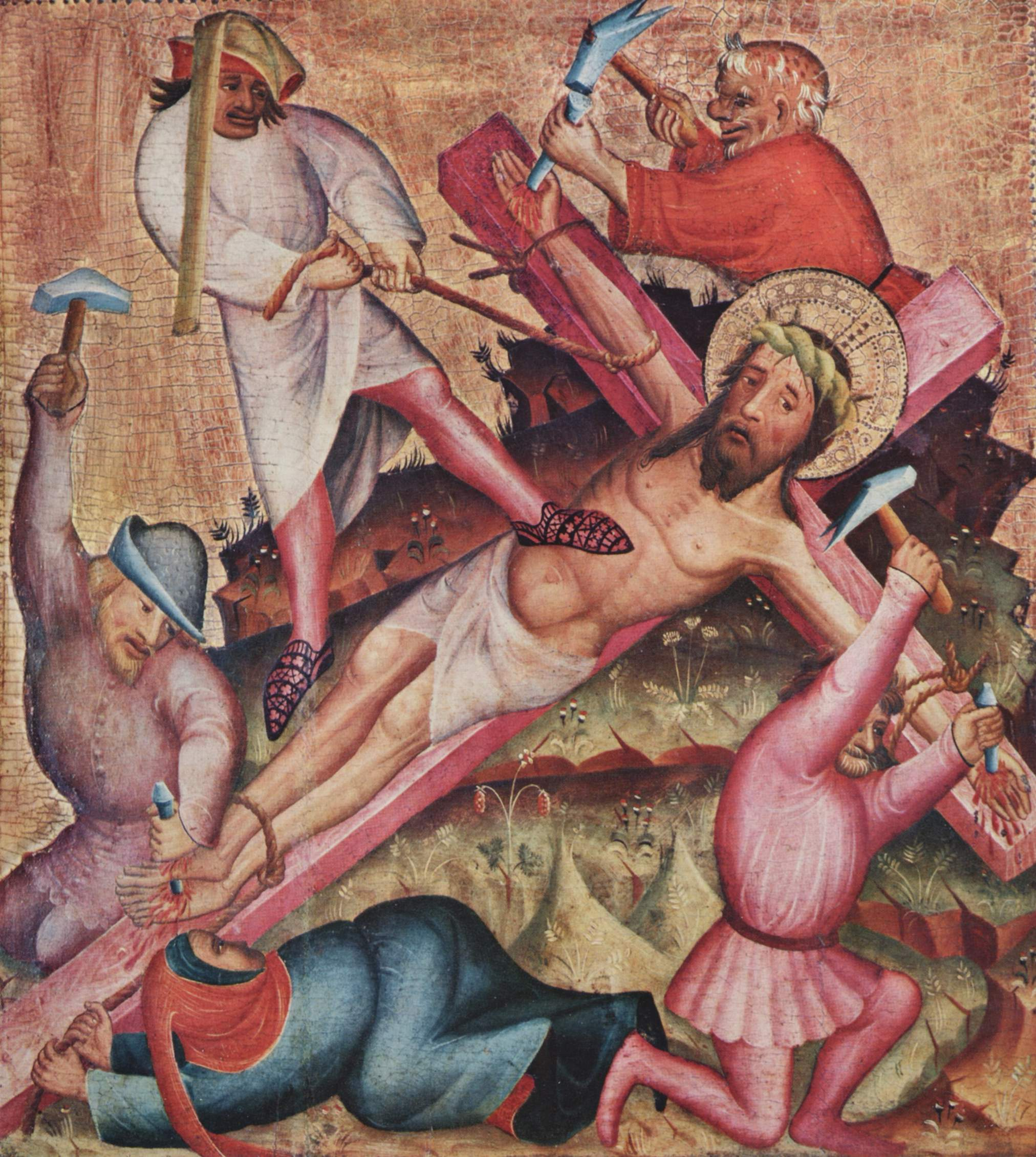
Retable de la Passion, La Mise en Croix, Niedersächsisches Landesmuseum
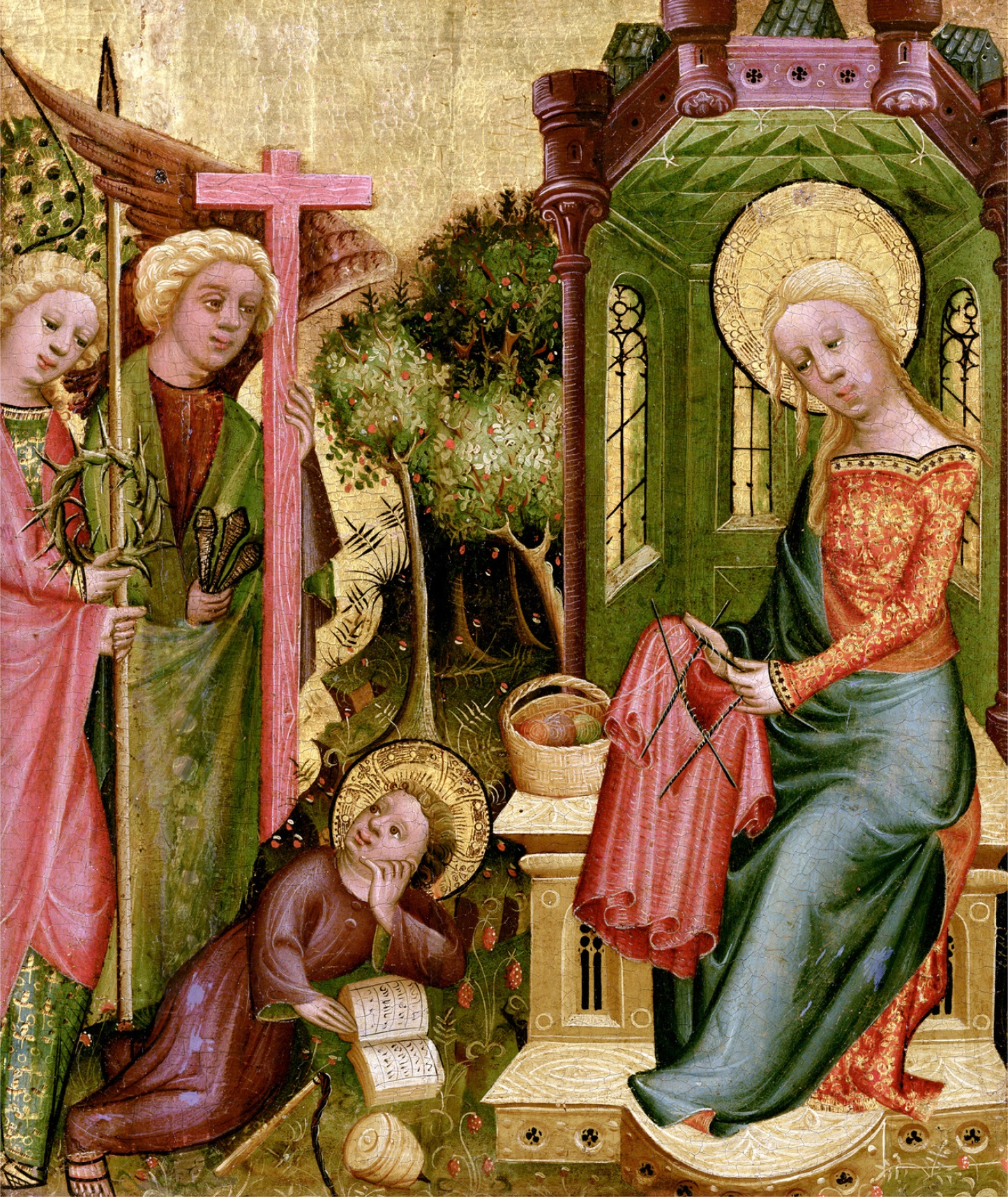
Retable de Buxtehude, détail de La Madone au tricot, Kunsthalle, Hambourg
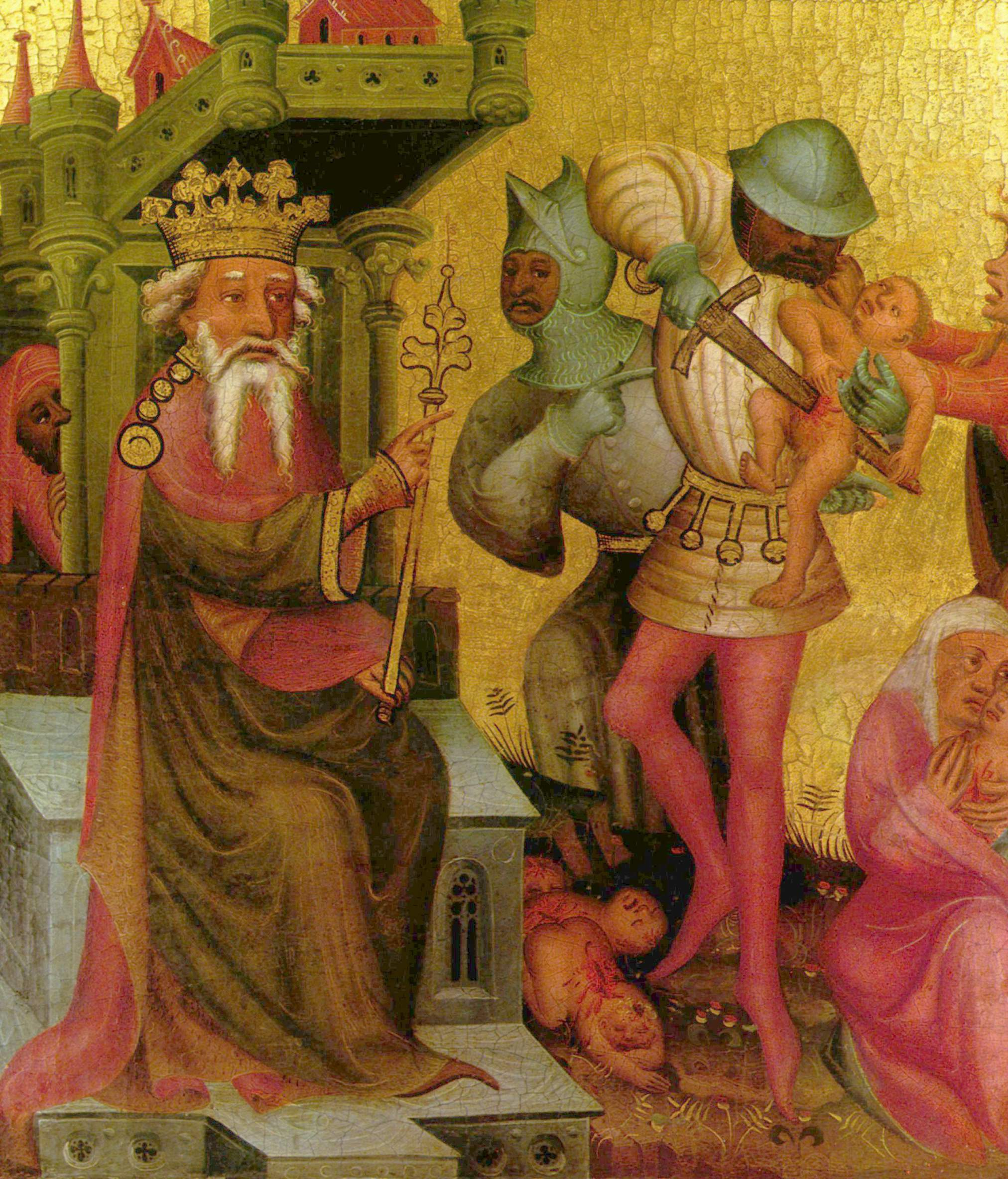
Retable de Buxtehude, L'Infanticide de Bethléem, Kunsthalle, Hambourg
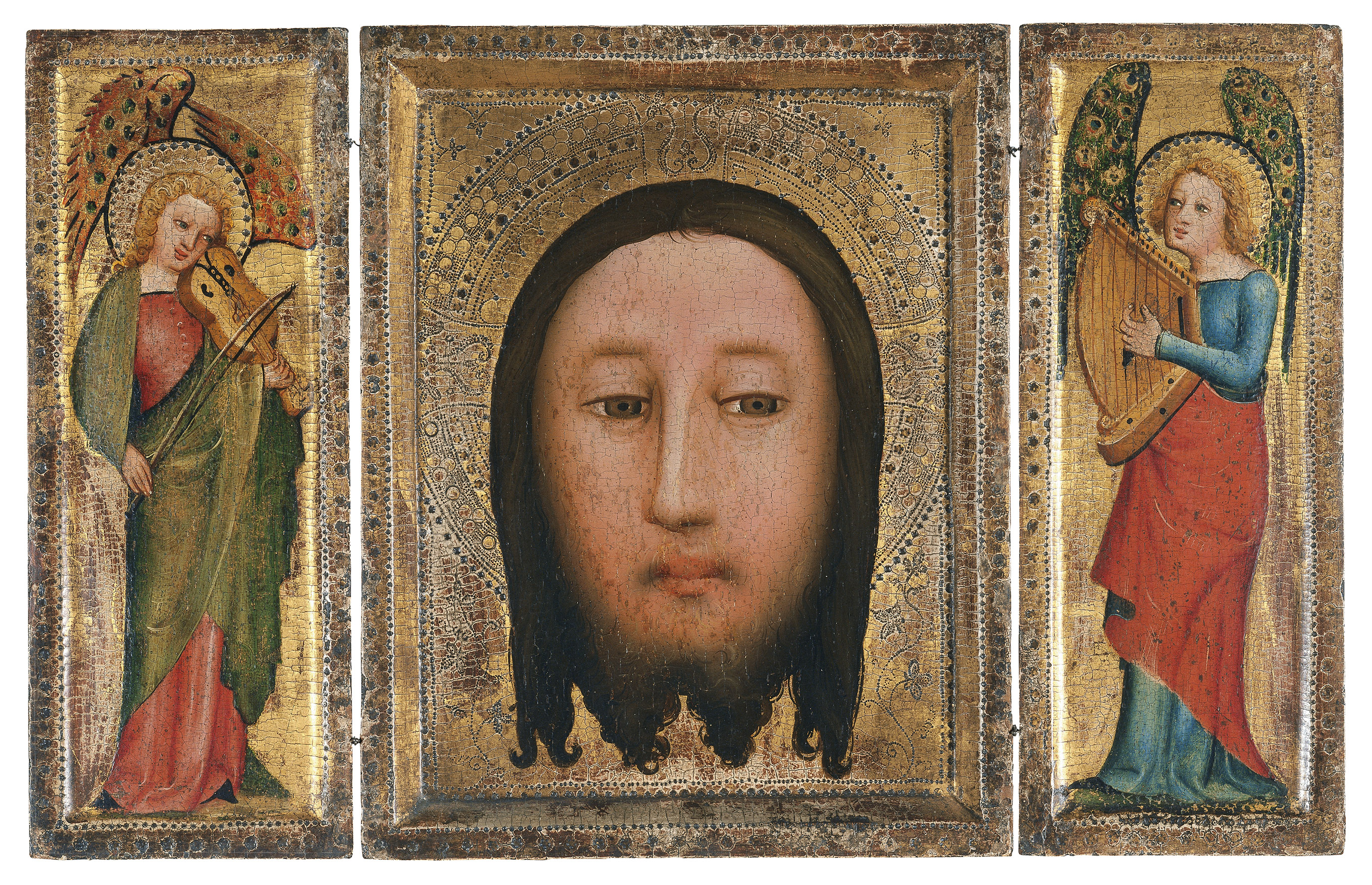
Triptyque de la Vraie Icône, Musée Thyssen-Bornemisza, Madrid
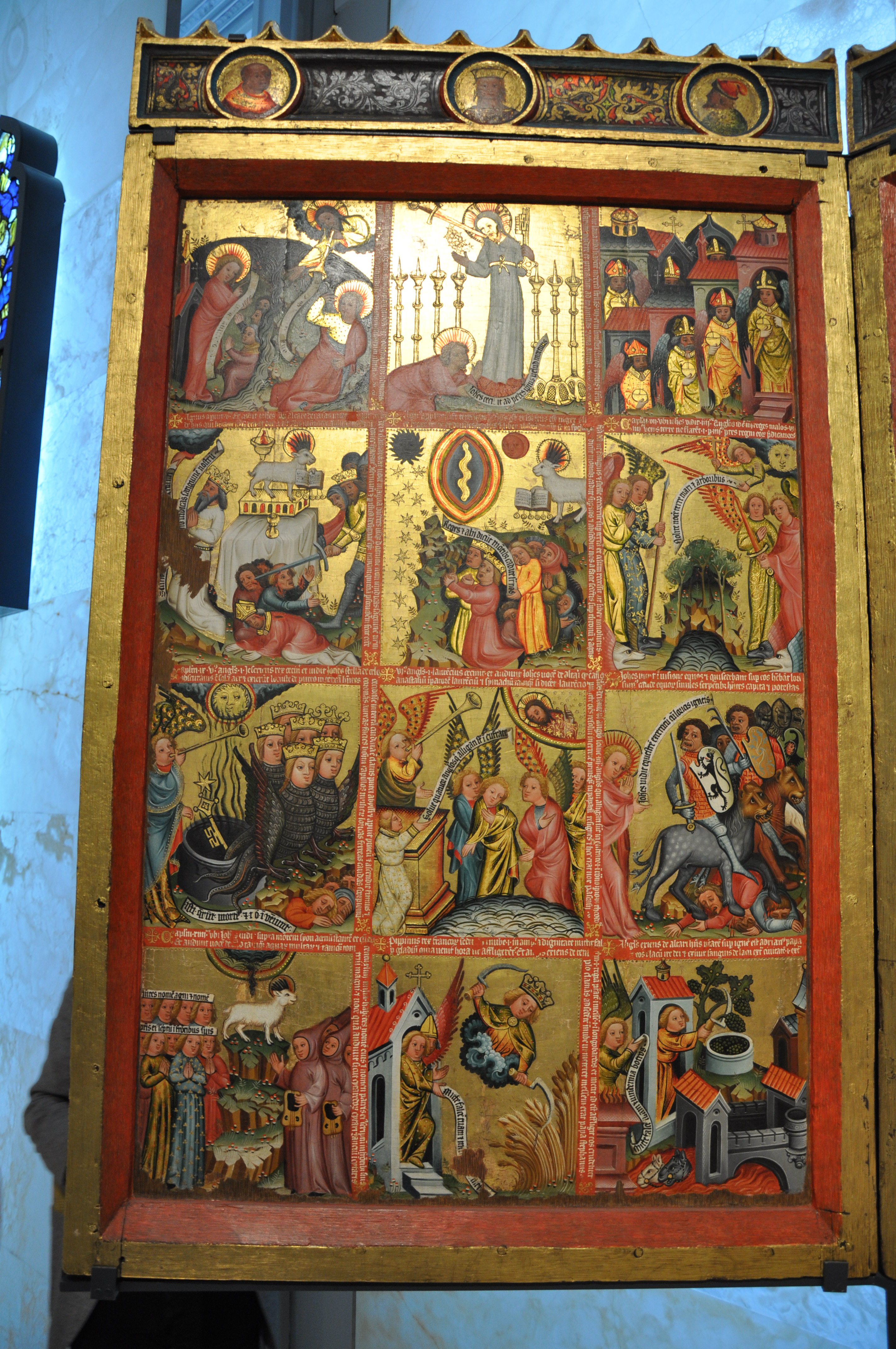
Triptyque de l'Apocalypse, volet de gauche, Victoria and Albert Museum, Londres
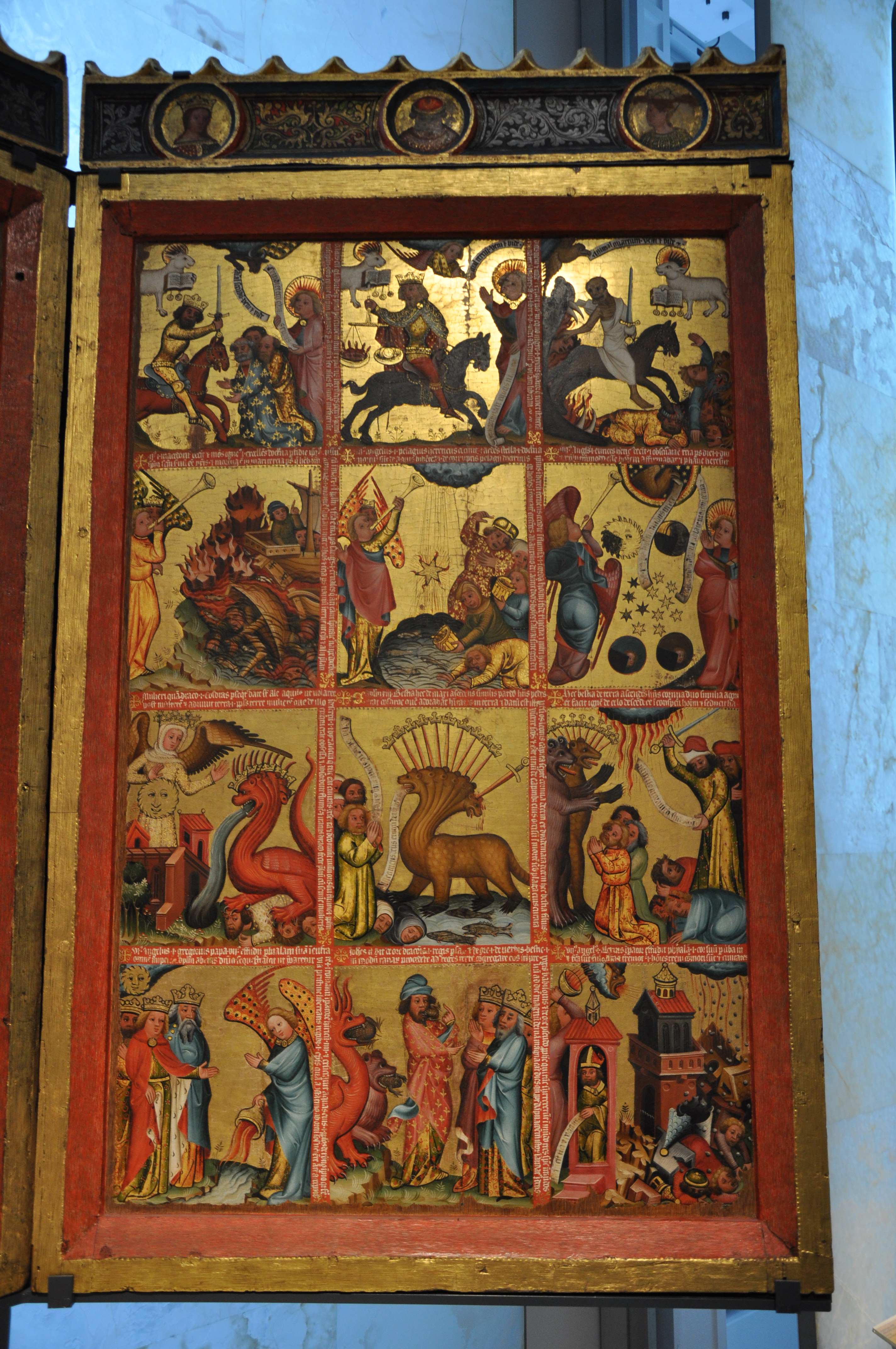
Triptyque de l'Apocalypse, volet de droite

### Sources

#### Traductions
- (de) Cet article est partiellement ou en totalité issu de l’article de Wikipédia en allemand intitulé « Meister Bertram » (voir la liste des auteurs).